# شریعت‌آباد (نوشهر)
شریعت آباد، روستایی است از توابع بخش مرکزی شهرستان نوشهر در استان مازندران ایران.

## جمعیت
این روستا در دهستان خیرودکنار قرار دارد و براساس سرشماری مرکز آمار ایران در سال ۱۳۸۵، جمعیت آن ۲۶۱ نفر (۷۳خانوار) بوده‌است. مردم شریعت آباد از قومیت طبری هستند. مردم شریعت اباد به زبان طبری با گویش کجوری سخن می‌گویند.